# アイムファインセンキューアンジュー?
『アイムファインセンキューアンジュー?』は、SURFACEの15枚目のシングル。2003年7月2日にユニバーサルJより発売された。

## 解説
- アルバム『WARM』からの先行シングル。

## 収録曲
1. アイムファインセンキューアンジュー?
作詞：椎名慶治、作曲：永谷喬夫、編曲：SURFACE・中村文俊
2. きっと
作詞：椎名慶治、作曲：永谷喬夫・椎名慶治、編曲：SURFACE・中村文俊
3. alibi 〜the sequel〜 （Lights OFF remix）
4. アイムファインセンキューアンジュー? （Instrumental）